# Альбер, Огюст
Огюст Эдуар Альбер (фр. Auguste Édouard Albert; 28 апреля 1859 года, Ла-Флеш, Пеи-де-ла-Луар — 16 октября 1915 года, там же) — французский яхтсмен, серебряный и бронзовый призёр летних Олимпийских игр 1900 года.

## Биография
Родился 28 апреля 1859 года в Ла-Флеше, Пеи-де-ла-Луар. На Олимпиаде 1900 года с Альбером Дювалем, Шарлем Гюго и рулевым Франсуа Виламитьяной был членом экипажа лодки последнего Marthe, на которой принял участие в двух гонках среди лодок водоизмещением от 1 до 2 тонн в парусном спорте. В первой гонке пришёл вторым, во второй — третьим, выиграв серебряную и бронзовую медали. Стал первым уроженцем Сарты — олимпийским медалистом.